# Język dusner
Język dusner (a. dusnir) – prawie wymarły język austronezyjski z prowincji Papua Zachodnia w Indonezji (kabupaten Teluk Wondama). Posługują się nim trzy osoby zamieszkujące pojedynczą wieś Dusner.
Blisko spokrewniony z językiem biak. W 2012 roku ukazał się pobieżny opis gramatyki dusner.